# أل بيل
أل بيل (بالإنجليزية: Al Bell)‏ هو منتج أسطوانات وكاتب أغاني أمريكي، ولد في 15 مارس 1940 في برينكلي في الولايات المتحدة.

## وصلات خارجية
- أل بيل على موقع IMDb (الإنجليزية)
- أل بيل على موقع ميوزك برينز (الإنجليزية)
- أل بيل على موقع ميوزك برينز (الإنجليزية)
- أل بيل على موقع ديسكوغز (الإنجليزية)
- أل بيل على موقع ديسكوغز (الإنجليزية)